# Putilowo (Kaliningrad)
Putilowo (russisch Путилово, deutsch Gauten und Korjeiten) ist ein Ort in der russischen Oblast Kaliningrad. Er gehört zur kommunalen Selbstverwaltungseinheit Stadtkreis Selenogradsk im Rajon Selenogradsk.

## Geographische Lage
Putilowo liegt 32 Kilometer nordwestlich der Stadt Kaliningrad (Königsberg) sowie drei Kilometer nordwestlich von Kruglowo (Polennen) und ist von dort über die russische Fernstraße A 192 erreichbar. Bis 1945 war das damalige Godnicken (russisch: Tschechowo, nicht mehr existent) die nächste Bahnstation an der Bahnstrecke Fischhausen–Groß Dirschkeim (russisch: Primorsk–Donskoje), einer Nebenstrecke der Ostpreußischen Südbahn.

## Geschichte

### Gauten
Der bis 1946 Gauten genannte Gutsort wurde am 13. Juni 1874 Sitz und namensgebender Ort eines neu errichteten Amtsbezirks. Er gehörte bis 1930 zum Landkreis Fischhausen im Regierungsbezirk Königsberg der preußischen Provinz Ostpreußen. Am 1. Dezember 1910 zählte das Dorf 80 Einwohner. Am 30. September 1928 schloss sich Gauten mit fünf Nachbarorten zur neuen Landgemeinde Godnicken (russisch: Tschechowo, nicht mehr existent) zusammen und verlor somit seine Eigenständigkeit.
Der Amtsbezirk Gauten wurde 1930 in „Amtsbezirk Godnicken“ umbenannt, der 1939 zum Landkreis Samland kam.
Im Jahre 1945 kam Gauten in Kriegsfolge mit dem nördlichen Ostpreußen zur Sowjetunion und erhielt 1946 die russische Bezeichnung „Putilowo“.

#### Amtsbezirk Gauten (1874–1930)
Der 1874 neu errichtete Amtsbezirk Gauten bestand ursprünglich aus 15 Landgemeinden (LG) bzw. Gutsbezirken (GB):
| Deutscher Name  | Russischer Name    | Bemerkungen                                                             |
| --------------- | ------------------ | ----------------------------------------------------------------------- |
| Bohnau (LG)     | Semljanitschnoje   | 1928 in die Landgemeinde Godnicken eingegliedert                        |
| Gauten (GB)     | Putilowo           | 1928 in die Landgemeinde Godnicken eingegliedert                        |
| Godnicken (LG)  | Tschechowo         |                                                                         |
| Grebieten (LG)  |                    | 1928 in die Landgemeinde Powayen eingegliedert                          |
| Jouglauken (GB) | Gruschino          | 1928 in die Landgemeinde Norgau im Amtsbezirk Thierenberg eingegliedert |
| Korjeiten (GB)  | Putilowo           | 1928 in die Landgemeinde Godnicken eingegliedert                        |
| Linkau (LG)     | Tichoretschenskoje | 1928 in die Landgemeinde Godnicken eingegliedert                        |
| Nodems (LG)     | Okunjowo           | 1894 in den Gutsbezirk Nodems eingegliedert                             |
| Nodems (GB)     | Okunjowo           | 1928 in die Landgemeinde Rothenen eingegliedert                         |
| Nöpkeim (GB)    |                    | 1912 in den Amtsbezirk Domäne Fischhausen umgegliedert                  |
| Polennen        | Kruglowo (GB)      | 1928 in die Landgemeinde Godnicken eingegliedert                        |
| Powayen         | Blisnezowo (LG)    |                                                                         |
| Rothenen (LG)   | Rakitno            |                                                                         |
| Sacherau        | Morosowka          | 1928 in die Landgemeinde Germau im Amtsbezirk Germau eingegliedert      |
| Saltnicken      | Paraschjutnoje     |                                                                         |

Der Amtsbezirk Gauten wurde zum 18. Mai 1930 in „Amtsbezirk Godnicken“ umbenannt. Aufgrund der Umstrukturierungen gehörten am 1. Januar 1945 von den ursprünglichen Dörfern nur noch vier dazu: Godnicken, Powayen, Rothenen und Saltnicken, die heute alle nicht mehr existent sind.

### Korjeiten
Das Vorwerk und Gutsdorf mit dem bis 1946 geltenden Namen Korjeiten wurde im Jahre 1396 gegründet. Es gehörte von 1874 bis 1930 zum Amtsbezirk Gauten im Landkreis Fischhausen im Regierungsbezirk Königsberg der preußischen Provinz Ostpreußen. Hier lebten im Jahre 1910 93 Menschen.
Als sich Korjeiten am 30. September 1928 mit seinen Nachbarorten zur neuen Landgemeinde Godnicken (Tschechowo) zusammenschloss, verlor das Dorf seine Eigenständigkeit. Der Amtsbezirk Gauten wurde 1930 in „Amtsbezirk Godnicken“ umbenannt, der 1939 dem Landkreis Samland beitrat.

### Putilowo
Im Jahre 1945 kamen Gauten und Korjeiten in Kriegsfolge mit dem nördlichen Ostpreußen zur Sowjetunion. Die beiden Orte wurden im Jahr 1950 unter dem russischen Namen Putilowo zusammengefasst, das gleichzeitig
dem Dorfsowjet Logwinski selski Sowet im Rajon Primorsk zugeordnet wurde. Später gelangte Putilowo in den Powarowski selski Sowet. Von 2005 bis 2015 gehörte der Ort zur Landgemeinde Krasnotorowskoje selskoje posselenije und seither zum Stadtkreis Selenogradsk.

## Religion
Die Bevölkerung von Gauten und Korjeiten war vor 1945 fast ausnahmslos evangelischer Konfession. Beide Orte waren in das Kirchspiel der Pfarrkirche in Germau (heute russisch: Ruskoje) eingegliedert, das zum Kirchenkreis Fischhausen (Primorsk) in der Kirchenprovinz Ostpreußen der Kirche der Altpreußischen Union gehörte. Heute liegt Putilowo im Einzugsbereich der neu entstandenen evangelisch-lutherischen Auferstehungskirche in Kaliningrad (Königsberg) in der Propstei Kaliningrad der Evangelisch-lutherischen Kirche Europäisches Russland.

## Persönlichkeiten des Ortes
- Willibald von Kalckstein (* 14. Dezember 1812 in Gauten; † 6. Juni 1894 in Wogau), deutscher Gutsbesitzer, Landrat des Kreises Preußisch Eylau und Reichstagsabgeordneter